# Раушпфайф
Раушпфайф (нем. Rauschpfeife) — деревянный духовой инструмент с капсюльной камерой и двойной тростью. Имеет конический игровой ствол (как у шалмея). Диапазон расширен до двух октав — при игре с передуванием (как на тин-вистле). Название инструмента происходит от немецкого rausch (шум) или rusch (трость) и pfeife (дудка). Итальянское название «schreierpfeife» произошло от schreien (кричать). Звук у раушпфайфа мощный, кричащий. На нём можно играть и на открытом воздухе и использовать в паре с волынкой.
Подобно остальной части ранних язычковых музыкальных инструментов, раушпфайф может воспроизводить хроматические тоны, только используя перекрестные аппликатуры и половинные закрытия отверстий. Это ослабляет громкость некоторых тонов и приводит к неустойчивой высоте звука, что составляет основную сложность для исполнителя.

## Разновидности раушпфайфов
Так же как и блокфлейты, раушпфайфы имеют несколько разновидностей.
Басовая и теноровая разновидности имеют клапан для мизинца и клапан для верхних нот.
Историческими достоверными являются сопранино, сопрано, альт, и теноровые разновидности.
Диапазон сопрано раушпфайфа в строе до составляет от до первой октавы до соль второй октавы.

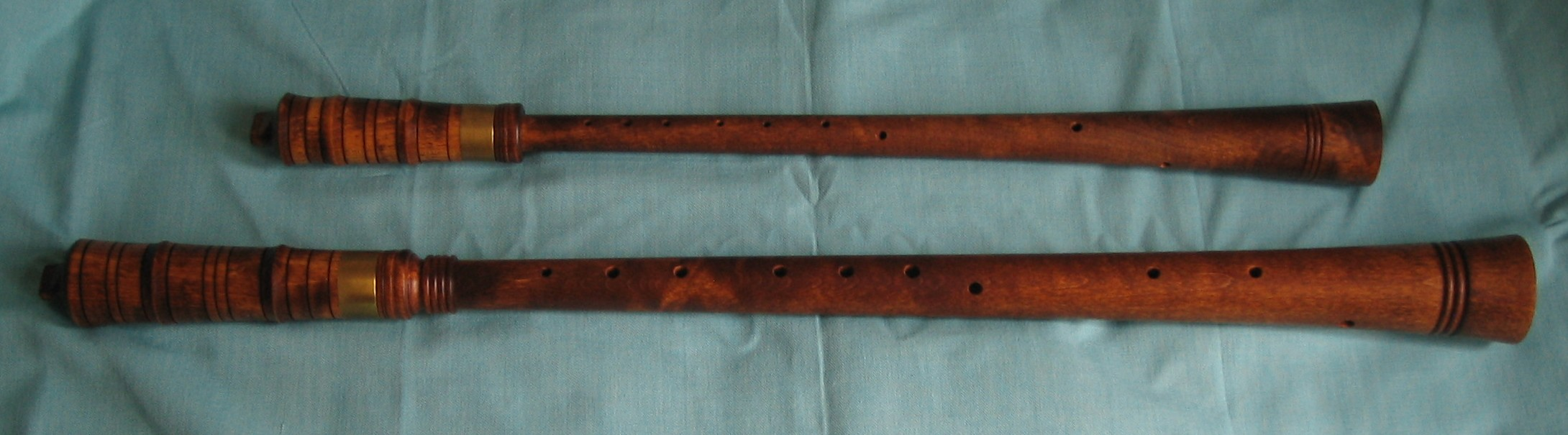
Сопранино и сопрано раушпфайфы

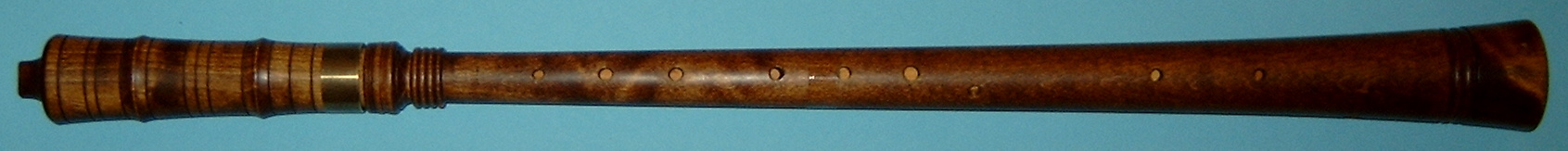
Сопрано раушпфайф в строе До

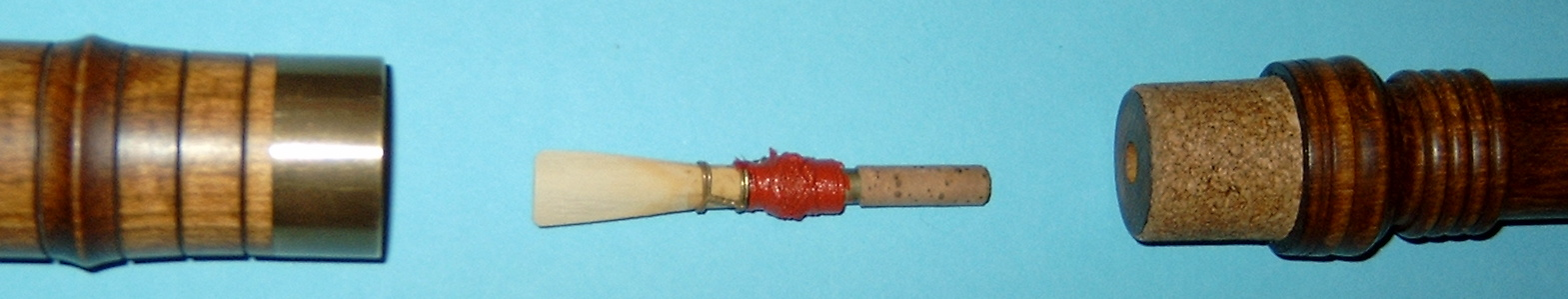
Устройство капсюльной камеры